# 로맨스를 꿈꾸다
《로맨스를 꿈꾸다》는 2004년 11월 19일에 MBC에서 방영한 베스트극장이다.

## 줄거리
연예잡지에 기고하는 삼류 소설가 영호는 남자 주인공이 되어 로맨스를 펼치는 상상을 하며 척박한 노총각 신세를 참아낸다. 그런데 바로 앞집으로 이사 온 순영을 보면 그의 소설 속 여자 주인공 같다. 순영이 이사오던 날, 두 사람은 대판 싸움을 벌이면서 이웃의 연을 시작했고, 영호는 순영의 화끈하고 당찬 성격과 아름다운 외모에 홀딱 반했다.
요즘 인테리어 회사의 팀장인 순영은 새로 여는 퓨전 레스토랑의 내부공사로 정신없이 바쁘지만, 그 레스토랑 사장인 성진과의 만남이 순영의 삶은 설렘으로 다가온다. 순영은 지저분하고 혐오스러운 영호와는 반대로, 깔끔하고 매너 있는 성진에게서 점점 매력을 느낀다. 재벌가 서자 출신인 성진 역시도 공사장에서 다친 인부의 발에 입을 대고 피를 빨아주는 순영의 인간적이고 적극적인 면에 끌리게 된다.

## 등장 인물

### 주요 인물
- 김유석 : 영호 역 - 삼류 소설가
- 이아현 : 순영 역 - 인테리어회사 팀장
- 이지형 : 성진 역 - 레스토랑 사장

### 그 외 인물
- 최한호
- 최범호
- 임대호
- 오정석
- 최윤정
- 박주희
- 유정석
- 장남경
- 이옥정
- 서일현
- 신은경
- 김남길
- 이경순
- 김대셩
- 김회운